# 香港外國記者會

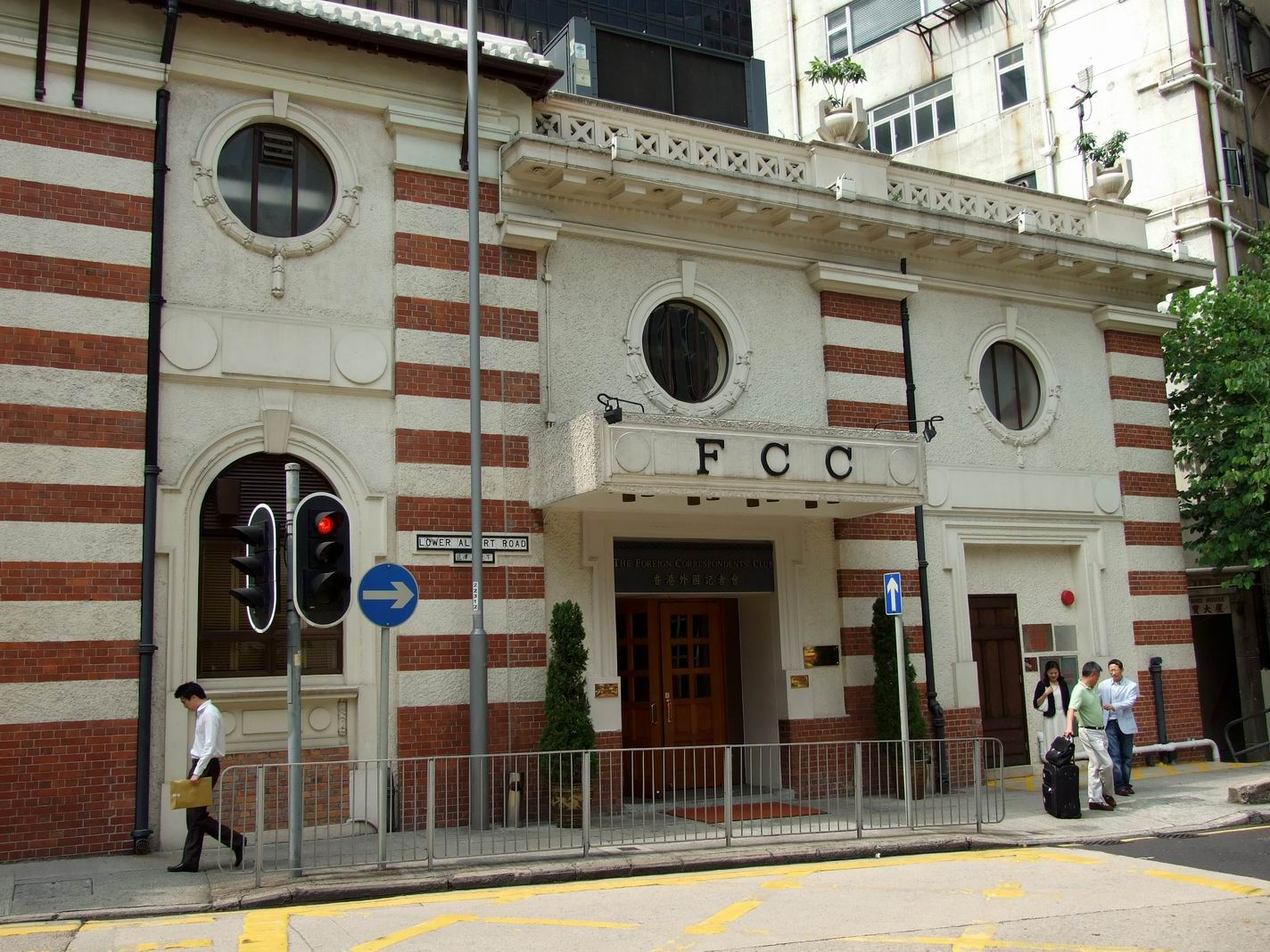
香港外國記者會

香港外國記者會（英語：The Foreign Correspondents' Club, Hong Kong）於1943年在中華民國重慶成立，旨在聯繫香港境外記者與當時的國民政府，1949年後遷移至香港，現時成員包括香港的外國記者、新聞從業員，以及其他行業的行政人員或專業人士。該會提供一個社交及專業討論平台給新聞從業員及關注傳媒的人士，讓來自世界各地人士發表有關政治、經濟及藝術等意見，也舉辦各類專業活動，包括新聞業會議、新聞簡介會和電影放映會。
會址位於中環下亞厘畢道和雲咸街交界，近雪廠街南，稱為「舊牛奶公司倉庫」北座，並已被列為香港二級歷史建築。
該會每月付至少55萬港元租金給香港政府（租金较同地段市场价格低至少五成），其屬於二級歷史建築的會址的保養費用則完全由該會自資負責。

## 歷史

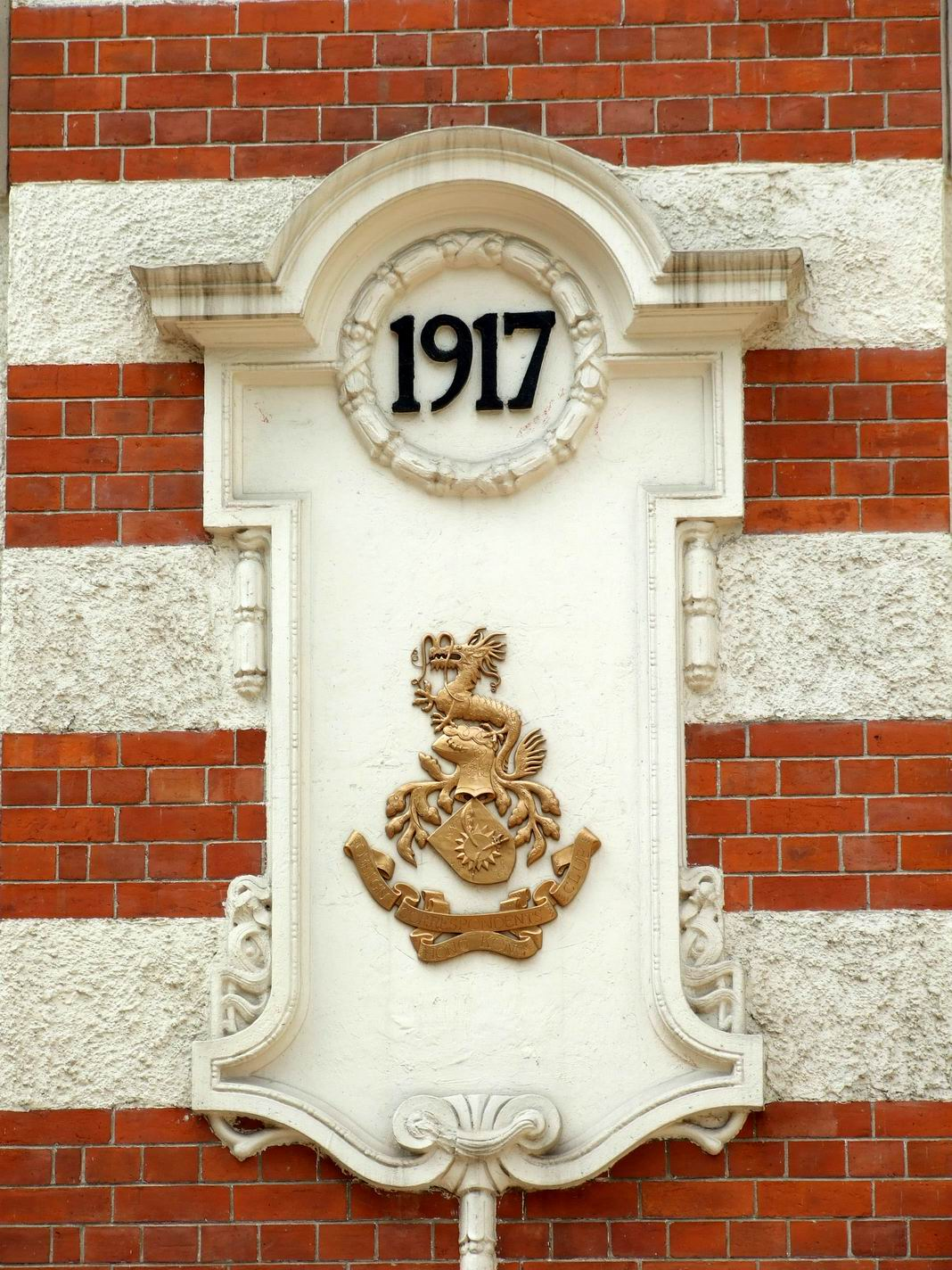
香港外國記者會標誌

### 源起
外國記者會於1943年在重慶成立，旨在對抗蔣介石領導的國民政府，爭取採訪及發佈新聞自由的權利。記者會跟隨國民黨從重慶搬遷到南京、上海，最後於1949年共產黨取得政權後植根英属香港。
於1949年4月記者會遷移到香港的前夕，國民黨政府拘捕並判處兩名記者會會員，路透社的格拉咸贊堅斯（Graham Jenkins）及《字林西報》（North China Daily News）的佐治韋尼（George Vine）死刑。事因剛從南京到上海的贊堅斯報導解放軍橫渡揚子江時，中華民國國軍迅速潰敗；而韋尼供應同一報導給路透社時更連同地圖。贊堅斯首先被捕，同日韋尼亦遭拘禁，兩人拒絕透露報導的資料來源，被控製造謠言，判處死刑。
韋尼獲准致電妻子艾倫（Ellen），艾倫隨即向英國大使館尋求協助，但使館反應遲緩，艾倫轉向記者會主席法恩斯沃思（Clyde Farnsworth）求援，法恩斯沃思立即接觸蔣介石，展開36小時救援行動，最終成功拯救兩名記者。

### 重慶到上海
外國記者會於1943年首先在重慶成立，當時會址設在一間有24個房間的民居。隨著國民政府遷都南京，記者會亦追隨東移，在一間「都鐸風格」（Tudor-style）連棟房屋建立會所。其後記者會再遷往上海，租用位於黄浦江畔外白渡橋頭的百老汇大厦（Broadway Mansion）最高的六層，這座建築物於1951年更名上海大廈（Shanghai Mansions），現為掛牌四星級涉外飯店。
1949年上海解放，記者會遷往英屬香港。

### 香港咖啡店
初時記者會在香港並沒有固定會址，在舊告羅士打大廈（Gloucester Building）酒廊聚會，稍後改往地下的咖啡店。其後集中在溫莎行（Windsor House）閣樓的牛奶公司餐廳（Dairy Farm Restaurant），會員在通宵查閱新聞報告及晨早的郵件後，也會到這裡喝一杯咖啡。

### 旭龢道15號

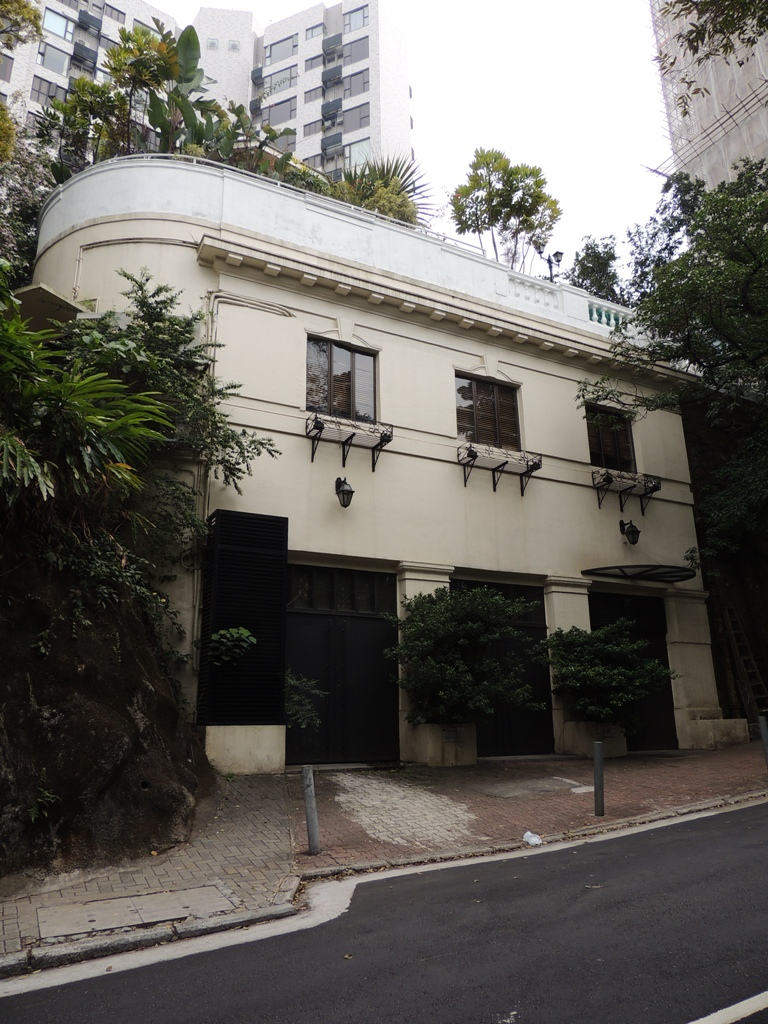
旭龢道15號

記者會於1949年到1951年間在旭龢道15號（現稱石寓）開設會所，上海會所部分職員到港繼續服務。記者會開始時只有11名正式會員，大部分是上海外國記者會的舊會員。但事情迅速改變，越來越多機構會員加入，會所明顯不足以容納大量到訪的會員記者。

### 干德道41A號

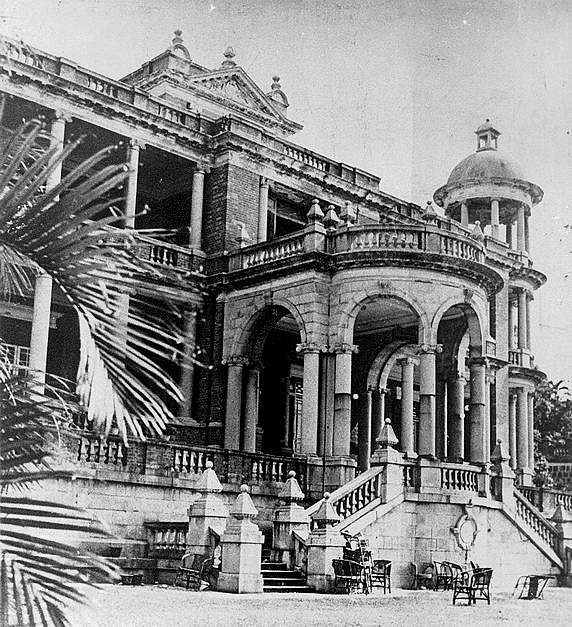
干德道41A號

1951年記者會獲得機會遷入太古洋行買辦莫幹生在干德道41A號興建的故居，一座宮殿式豪宅，擁有雲石壁爐、從干德道泊車位到樓上正門草坪專用升降機（是香港首部在私人住宅內裝置的升降機）及有著一流的景觀，從半山直望到海邊。
記者會取得免息貸款，補充豪宅遺留的餐具及銀器、古董椅子及其他家具。當時正是記者會的全盛期，會所是個夜夜笙歌的熱門派對聖地。樓上的房間亦供訪港的記者租用。由威廉·荷頓（William Holden）及珍妮花·鍾絲（Jennifer Jones）主演的荷里活著名電影《生死戀》（Love is a Many Splendoured Thing）曾在這裡取景拍攝，該電影是由韓素音的自傳式小說《爱情多美好》（A Many Splendour Thing）改編而成。荷頓稍後再次到香港拍攝《蘇絲黃的世界》（The World of Suzie Wong）。亦曾到訪記者會。
當時記者會的會員大部分是機構會員，是記者會穩定的收入來源。1953年普通會員入會費為50元，月費為30元或35元。戰後主要的新聞通訊社也在東京設立總部，而採訪韓戰的記者通常附屬日本分社，記者會的會員因韓戰來來往往，會務停滯不前。其後屋主曾欲以25萬元把這幢豪宅出售予給記者會，可是記者會基於當時的政治風險，不敢貿然購入。

### 李寶椿大廈
1961年記者會搬遷到上環李寶椿大廈。高潮過後，一切歸於平淡，記者會開始歷史中的黑暗時期。辭職司空見慣，記者會終於在1963年破產，有幾個月遭清盤而關閉。但有數名忠心會員在希爾頓酒店4樓租用一間會議室繼續會務。會員數目日減，記者會直到1964年末才收支平衡。

### 希爾頓酒店
記者會其後遷往希爾頓酒店頂樓（而本會舊址已經和政府新聞處舊址及停車場一併重建成長江集團大廈），會所擁有無敵維港景色，夏天更在游泳池傍邊租用一套房，讓會員可以使用泳池及沐浴設施。記者會亦在赤柱泳灘租用沙灘屋。其時恢復定時發佈新聞及午餐會，首批演講嘉賓包括當時的百事可樂副總裁及前美國副總統（日後的美國總統）。
六七暴動使香港再次成為新聞焦點，各地記者蜂擁而至。而在南中國海彼岸的越南的小衝突變劇，國際風雲變色。

### 壽德隆大廈
1968年記者會遷往遮打道壽德隆大廈的14及15樓，越戰正打得火熱，記者會亦人氣大盛。

### 雪廠街現址
在1980年初記者會獲通知會址將加租超過一倍，急需尋找新會址，當時中區難有合適地點，新會址估計需耗資1800萬港元。有人提議租用美利樓，當時的記者會長當奴韋斯（Donald Wise）寫信給港督麥理浩提出要求，並提議如獲接納，將會妥善保育該座歷史建築。六週後記者會獲得港督回覆，提議另一地點，位於雪廠街的舊牛奶公司倉庫，提供五年租約。在壽德隆大廈駐紮14年後，記者會在1982年遷入雪廠街現址。該會於2018年8月14日訪問香港民族黨陳浩天，記者會方面稱訪問是基於言論自由及新聞自由原則，但被政府及建制派認爲是挑戰香港主權歸屬，因此政府反對公開訪問。梁振英稱該會址只是以象徵式租金給記者會使用，提議政府收回會址；但該會指是梁振英任內於2016年1月以月租55萬元續租七年，並非只交象徵式租金，政府其後於10月拒絕向該會副主席Victor Mallet發出簽證報復。
資料來源：翻譯自官網的記者會歷史

## 午餐會
每當國際知名人士訪問香港或本地政商界有意舉行專題座談會時，會選擇出席香港外國記者會舉行的午餐會作為演講嘉賓，以便能直達傳媒社群，或透過傳媒發佈到世界各地。在記者會午餐會演講的嘉賓包括曾蔭權、曾俊華、廖秀冬、陳方安生、陸恭蕙、李鵬飛、曾蔭培、李國章、胡應湘、吾爾開希、錢卓樂爵士（「沙士」專家委員會聯合主席）、柏聖文（英國駐港總領事）、麥家禮（英國貿易投資及外交事務國務大臣）、利弗（澳洲鱷魚專家）等。
2008年5月2日在2008年夏季奧林匹克運動會香港區火炬接力當日，美國影星米亞花露發表促請中國大陸當局向蘇丹施壓制止種族屠殺的演說。

## 人權新聞獎
人權新聞獎（Human Rights Press Awards）由香港記者協會、香港外國記者會及國際特赦組織香港分會合辦，該獎項為表揚新聞工作者就有關人權範疇的專業及傑出報道，旨在加強公眾對基本權利的尊重、提高對人權議題的意識、及集中注意力於發生人權危機的地區。獎項於2022年停辦，當時會方表示不希望「無意之中觸犯法例」。路透社報道，已停辦的《立場新聞》在該屆人權新聞獎取得9個獎項，評審因憂慮頒獎所致的法律風險而停止頒發。

## 外國記者會慈善基金及獎學金
外國記者會慈善基金（The Foreign Correspondents' Club Charity Fund）主要用作資助「保良局助學金及語文培訓課程」。自2002年開始，記者會舉辦慈善舞會，籌得款項用作獎學金，頒發予保良局轄下機構的學生升讀大學及專上課程，同時亦成立「語文培訓中心」，這項計劃由香港外國記者會、美國大通銀行及保良局合力推動，中心由本地和外籍教師教授保良局住宿兒童英語和普通話。2007年獲美林亞太公司捐助100萬元，籌備在葵涌區公共屋邨成立「兒童發展及語文培訓中心」。